# Торрес-де-Санта-Крус
Торрес-де-Санта-Крус (исп. Torres de Santa Cruz) — пара небоскрёбов, представляющих собой жилые башни-близнецы. Небоскрёбы расположены в городе Санта-Крус-де-Тенерифе (Канарские острова, Испания). Первое здание было построено в 2004 году, а второе — в 2006 году.
Высота обоих зданий составляет 120 м (без антенн наверху); по этому показателю башни-близнецы являются самой высокой парой подобных зданий не только на Канарских островах, но и во всей Испании. Среди жилых зданий они занимают третье место в Испании по высоте. Также они занимают 18-е места в списке самых высоких зданий страны.

## Здания

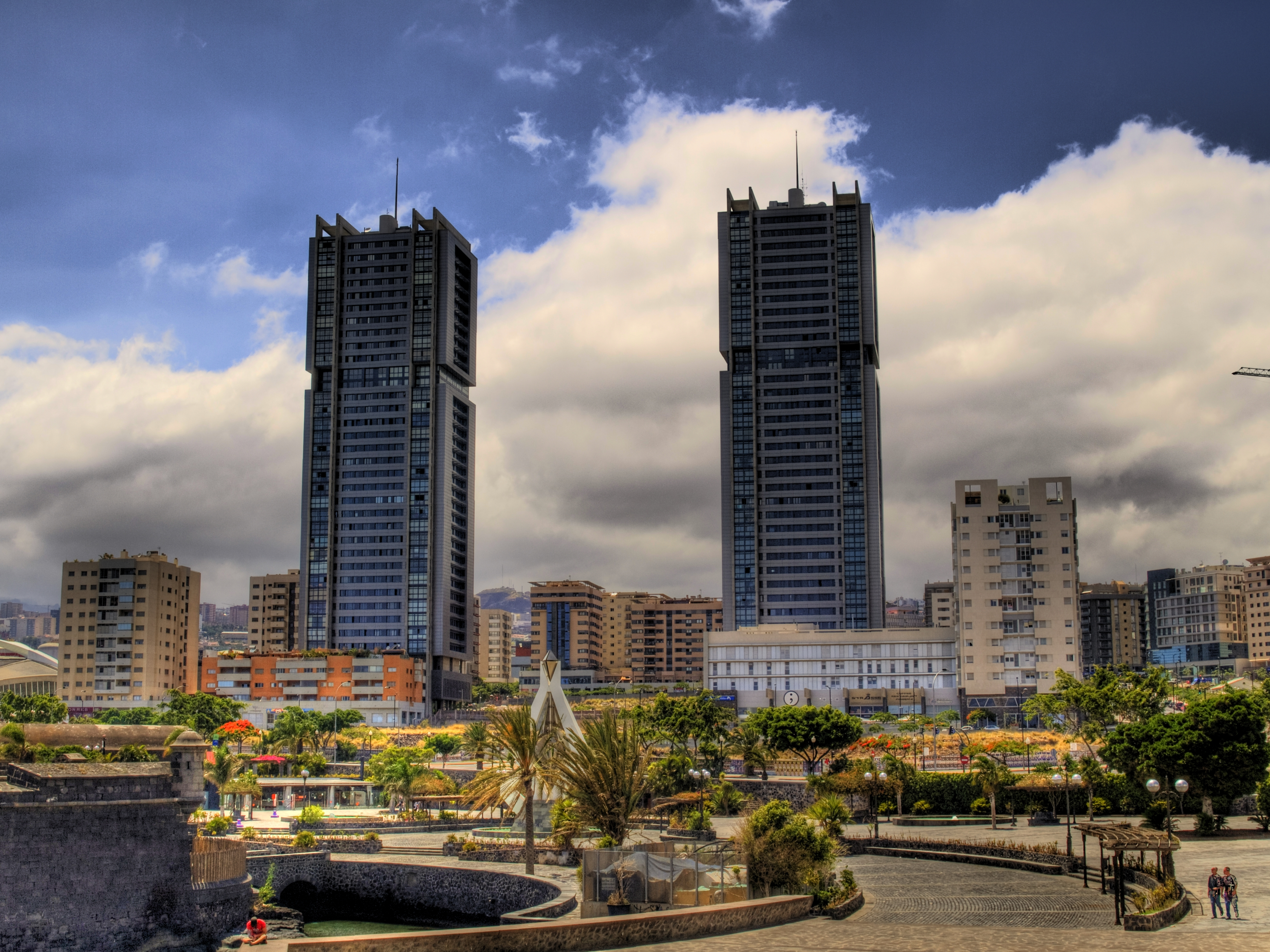
Торрес-де-Санта-Крус на фоне городской застройки.

Площадь зданий составляет 41 753 м², из них 9613 м² — под землёй и 32 140 м² — над землёй.
Интересной особенностью этого комплекса зданий является то, что здания были построены в разное время и разными компаниями. Первое здание (2004 г.) возведено компанией Ferrovial, второе — компанией Candesa (2006 г.). Строительство велось по проекту канарского архитектора Хулиана Валльядареса (исп. Julian Valladares).
Расположенные неподалёку от Аудиторио Тенерифе, здания являются одним из символов города.

## Рекорды
- Башни-близнецы Торрес-де-Санта-Крус — самые высокие небоскрёбы в городе и на всех Канарских островах в целом.
- С 2004 по 2010 года — самые высокие жилые здания в Испании, на 2011 год по этому показателю — на третьем месте.
- Это самая высокая пара башен-близнецов в Испании (на 6 м выше, чем Ворота Европы).
- Это первые здания на Канарских островах, оборудованные антеннами.
- Также это высочайшие здания Испании за пределами Пиренейского полуострова.
- Они были первыми зданиями на Канарских островах, которые вошли в список самых высоких небоскрёбов в Испании.